# Laura Martinozzi
Laura Martinozzi (Fano, Estats Pontificis 27 de maig de 1639 - Roma, 1687) fou una donzella que va esdevenir duquessa consort i regent del Ducat de Mòdena.

## Orígens familiars
Era filla de Geronimo Martinozzi i Laura Margarida Mazzarino i neboda, per línia materna, del Cardenal Mazzarino.

## Núpcies i descendents
Es casà el 13 de febrer de 1655 a la ciutat de Compiègne (Regne de França) amb el futur duc de Mòdena Alfons IV d'Este, fill del duc Francesc I de Mòdena i de Maria Caterina Farnese. D'aquesta unió nasqueren:
- Francesc d'Este (1657-1658).
- Maria de Mòdena (1658-1718), casada el 1673 amb el rei Jaume II d'Anglaterra.
- Francesc II d'Este (1660-1694), duc de Mòdena.

## Regència
A la mort del seu espòs, ocorreguda el juliol de 1662, el seu fill Francesc II d'Este fou nomenat duc de Mòdena amb tan sols dos anys, assumint Laura la seva regència. Des d'aquesta posició intentà recuperar l'economia de l'estat imponent nous impostos, una economia que en aquells moments es trobava a prop del col·lapse.
El 1673 viatjà fins a Londres per ser present en el matrimoni de la seva filla, i al seu retorn el seu fill prengué en solitari les regnes del Ducat de Mòdena. A partir d'aquell moment es distancià del seu fill i s'establí a Roma, on morí el 19 de juliol de 1687. Posteriorment fou enterrada a l'Església de Sant Vicenç de Mòdena.